# Куколка (река)
Куколка (укр. Ку́колка, Ку́кілка) — левый приток реки Сейм, протекающий по Конотопскому району Сумской области Украины.

## География
Длина — 31 км. Русло реки в среднем течении (город Конотоп) находится на высоте 131,8 м над уровнем моря.
Долина корытообразная. Русло слаборазвитое; кроме истоков и среднего течения русло преобразовано в магистральный канал системы шириной 6-8 м и глубиной 1,5-2 м. Истоки реки соединены каналом с истоками другой реки Торговица. Используется для водоснабжения и рыбоводства. Крупных притоков не имеет.
Река течёт с юга на север только по Конотопскому району (Сумская область), только небольшие участки: в верхнем течении с направления восток поворачивает на север и приустьевом участке с направления север поворачивает на запад. Река берёт начало западнее посёлка Шевченковское (Конотопский район). Впадает в реку Сейм севернее села Таранское (Конотопский район).
Два участка русла реки выпрямлены (урегулированы) и здесь примыкают системы каналов: между Сосновкой и Поповкой, между Вировкой и Тарановкой. Есть несколько крупных прудов на реке: между Шевченковское и Сосновкой. На протяжении всей длины реки пойма с незначительными заболоченным участками (основной массив у села Поповка) и тростниковой растительностью. На западной окраине Конотопа реку трижды пересекают разные ж/д линии.
В пойме нижнего течения реки (севернее села Вировка) расположен Сеймский региональный ландшафтный парк.

## Населённые пункты
Населённые пункты на реке от истока к устью:
- Конотопский район: Шевченковское, Сосновка, Шаповаловка, город Конотоп, Поповка, Вировка, Таранское.